# Quatre Yeux et un colt
Pour les articles homonymes, voir Six Guns.
Pour plus de détails, voir Fiche technique et Distribution.
Quatre Yeux et un colt (Four Eyes and Six Guns) est un western américain réalisé par Patricia Clarkson, sorti en 1992. Il comprend les acteurs Dan Hedaya, M. Emmet Walsh, Jon Gries, Austin Pendleton et d’autres.

## Synopsis
Earnest Allbright (Judge Reinhold), un opticien new-yorkais, part dans l’Ouest où il a racheté son magasin d’optique dans ce qu’il pense être une communauté florissante. Il déchante bientôt en découvrant que son magasin n’est qu’une cabane minable à Tombstone, en Arizona. Mais il y a pire : la ville est terrorisée par les frères Doom, des fauteurs de troubles, en dépit de la présence de Wyatt Earp (Fred Ward), le shérif. Quoique myope, Earnest s'entraîne au tir afin d’aider Wyatt Earp à débarrasser la ville de ses pires citoyens et à y vivre enfin en paix.

## Fiche technique
- Titre français : Quatre Yeux et un colt[1]
- Titre original : Four Eyes and Six Guns

## Distribution
- Judge Reinhold : Earnest Allbright
- Patricia Clarkson : Lucy Laughton
- Fred Ward : Wyatt Earp
- John Schuck : Charlie Winniger
- Jon Gries : l’adjoint Elmo
- M. Emmet Walsh : le maire Thornbush
- William Duff-Griffin : M. Laughton
- Jake Dengel : « Kid » O’Banion
- Richard Grover : Jim Bryer
- Shane McCabe : Doc Wilson
- Mildred Brion : Mme Whitney
- Dan Hedaya : Lester Doom
- Dennis Burkley : Luke Doom
- Neal Thomas : Leroy Doom
- Billy Joe Patton : Leander Doom
- Bill Getzwiller : Len Doom
- Forry Smith : Lorne Doom
- Ann Risley : l’hôtesse du saloon
- Walter Lipsky : le prédicateur
- Douglas Deane : l’entrepreneur de pompes funèbres
- Mike Casper : le boucher
- Austin Pendleton : le passager moustachu